# クレス・ウィリアムズ
クレス・ウィリアムズ（Cress Williams, 1970年7月26日 - ）は、アメリカ合衆国の俳優。

## 人物
ウィリアムズはアメリカ人の両親のもと、1970年に当時西ドイツのハイデルベルクで生まれた。

## 出演作品

### 映画
- ドゥーム・ジェネレーション The Doom Generation (1995)
- 2 days トゥー・デイズ 2 Days in the Valley (1996) - ゴルファー
- D.N.AIII PETER BENCHLEY'S CREATURE Creature (1998)
- 25年目のキス Never Been Kissed (1999) - ジョージ
- カレの嘘と彼女のヒミツ Little Black Book (2004) - フィル
- デス・オブ・スーパーマン The Death of Superman (2018) - ジョン・ヘンリー・アイアンズ ※声の出演
- レイン・オブ・ザ・スーパーメン Reign of the Supermen (2019) - ジョン・ヘンリー・アイアンズ / スティール ※声の出演
- The Violent Heart (2020)

### テレビシリーズ
- ビバリーヒルズ青春白書 Beverly Hills, 90210 (1993-1994) - ディーショーン・ハーデル
- NYPDブルー NYPD Blue (1995) - シルキー
- 犯罪捜査官ネイビーファイル JAG (1996)
- ER緊急救命室 ER (1999-2000, 2008) - レジー・ムーア
- 刑事ナッシュ・ブリッジス Nash Bridges (2000-2001) - アントワン・バブコック
- LAW & ORDER:性犯罪特捜班 Law & Order: Special Victims Unit (2004) - サム・デュフォイ
- Dr.HOUSE House (2004)
- ヴェロニカ・マーズ Veronica Mars (2005-2006) - ネイサン・ウッズ
- ザ・ホワイトハウス The West Wing (2005-2006)
- 女検察官アナベス・チェイス Close to Home (2006-2007) - エド・ウィリアムズ
- グレイズ・アナトミー 恋の解剖学 Grey's Anatomy (2006-2008) - タッカー・ジョーンズ
- プリズン・ブレイク Prison Break (2008) - ワイアット・マシューソン
- コールドケース 迷宮事件簿 Cold Case (2009) - ジミー・クラーク
- しあわせの処方箋 Hawthorne (2011)
- ハート・オブ・ディクシー ドクターハートの診療日記 Hart of Dixie (2011-2015) - ラヴォン・ヘイズ
- ザ・ブック/CIA大統領特別情報官 State of Affairs (2015)
- コード・ブラック 生と死の間で Code Black (2015) - コール・ガスリー
- ブラックライトニング Black Lightning (2018-2021) - ジェファーソン・ピアース / ブラックライトニング
- THE FLASH/フラッシュ The Flash (2019, 2021) - ジェファーソン・ピアース / ブラックライトニング
- レジェンド・オブ・トゥモロー Legends of Tomorrow (2020) - ジェファーソン・ピアース / ブラックライトニング